# Graf Zaroff – Genie des Bösen
Graf Zaroff – Genie des Bösen (Originaltitel: The Most Dangerous Game) ist ein US-amerikanischer Abenteurer- und Horrorfilm von RKO Pictures, in dem es um den teuflischen Jagd-Fanatiker Graf Zaroff geht, der auf einer einsamen Insel Schiffbrüche provoziert und danach Hatz auf die Überlebenden macht. Der Spielfilm entstand nach der Kurzgeschichte Das grausamste Spiel von Richard Connell und kam am 16. September 1932 in die Kinos.
Graf Zaroff – Genie des Bösen entstand parallel zu King Kong und die weiße Frau, bei dem nicht nur Regisseur Schoedsack und Produzent Cooper, sondern auch einige der Darsteller mitwirkten. Teile der Dschungel-Kulisse wurden für beide Filme verwendet.

## Handlung
Eine Gesellschaft mit dem Großwildjäger Rainsford befindet sich auf einer Seereise, die in einem Schiffbruch endet, ausgelöst durch falsche Signallichter, die der auf einer einsamen Insel mit seinen sinistren Kosakendienern lebende Graf Zaroff setzt. Der gelangweilte russische Aristokrat mit Faible für die Jagd findet seinen Nervenkitzel nur noch in der Jagd auf Menschen (das gefährlichste Wild – „game“ heißt sowohl „Spiel“ als auch „Wild“). Als der schiffbrüchige Rainsford an seine Burg klopft, empfängt er ihn zunächst höflich und macht ihn mit zwei anderen Schiffbrüchigen bekannt, Eve Trowbridge und ihrem Bruder Martin.
Eve verrät Rainsford, dass zwei weitere Überlebende des Schiffbruchs inzwischen auf rätselhafte Weise verschwunden seien. Als die beiden im Bett sind, wird der angetrunkene Martin das nächste Opfer des Grafen. Rainsford und Eve, die schon Verdacht schöpfen, durchsuchen die Burg und finden den Trophäenraum mit den Köpfen seiner menschlichen Opfer, als gerade der tote Martin hereingebracht wird. Zaroff erklärt ihnen die Regeln: Sie bekommen einige Stunden Vorsprung und einen Hirschfänger. Zaroff wird Jagd auf sie machen. Überleben sie bis zum Morgengrauen, lässt er sie frei. Zaroff jagt zunächst mit Pfeil und Bogen, als er aber nur knapp einer Falle entgeht und die beiden ins neblige Sumpfland entfliehen, folgt er mit dem Gewehr und seiner Hundemeute. An einem Wasserfall trifft er Rainsford scheinbar und wendet sich nun seinem weiblichen Opfer zu, dem er schon angekündigt hatte, dass nach der Jagd die Liebe käme.
Im Morgengrauen taucht Rainsford wieder auf, Zaroff will ihm aber nicht wie abgemacht den Sieg zusprechen. Es kommt zum Kampf, bei dem Zaroff verwundet wird  – Rainsford stößt ihm seinen eigenen Pfeil in den Rücken. Eve und ihr Freund entkommen mit dem Boot. Zaroff legt noch mit dem Bogen auf sie an, stürzt dann aber aus dem Fenster in die Fänge seiner eigenen Hunde, die ihren Zwinger unter dem Fenster haben.

## Sonstiges
- Die in der Hetzjagd verwendeten (geschwärzten) Deutschen Doggen stammen von Stummfilmkomiker Harold Lloyd.
- Der englische Theaterschauspieler Leslie Banks (1890–1952), der den Grafen Zaroff spielte, hatte hier seine erste größere Filmrolle. Im Ersten Weltkrieg erlitt er eine Gesichtsverletzung, die sein markantes Aussehen bewirkte.
- Der Olympiaschwimmer und spätere Serial-Star Buster Crabbe hat einen kleinen Auftritt als Seemann.
- Eine obszöne Wandmalerei in der Burg des Grafen, die einen blutrünstigen Kentaur zeigt, der eine Frau auf den Armen trägt, und die dessen wahren Charakter schlagartig offenbart, weist indirekt auf den späteren Film King Kong hin.
- Es gab einige Remakes bzw. Filme mit derselben Thematik: A Game of Death 1945 von Robert Wise ist eine Neuverfilmung des RKO Studios mit Edgar Barrier in der Zaroff-Rolle, hier als Deutscher Erich Kreiger. Den Diener des Menschenjägers spielt, wie schon im Originalfilm, erneut Noble Johnson. Der Sonne entgegen von 1956 von Roy Boulting: Hier fallen die Passagiere Richard Widmark und Jane Greer eines im Dschungel notgelandeten Flugzeugs in die Hände zweier Männer, die sich als ein englischer Nazi-Kollaborateur Trevor Howard und ein deutscher Kriegsverbrecher Peter van Eyck erweisen und versuchen zu flüchten. Ein Film mit ähnlicher Thematik ist Surviving the Game – Hetzjagd durch die Hölle (1994) in der ein von Ice-T gespielter Obdachloser auf einen Wochenendausflug eingeladen wird, um dann nach einem Frühstück von der Jagdgesellschaft um Rutger Hauer, Gary Busey und F. Murray Abraham zum Abschuss freigegeben wird. Auch der spanische Film „King of the Hill“ von Regisseur Gonzalo López-Gallego beschäftigt sich mit der Thematik der Menschenjagd. Mit Jagdwaffen bewaffnete Jugendliche jagen in dem 2007 erschienenen Spielfilm Durchreisende, die sich verfahren haben.
- Der Lagerleiter Thatcher in Briand Trenchard Smiths Film Insel der Verdammten (Turkey Shoot) organisiert ähnliche Menschenjagden.[3]
- Ein Kriminalroman mit dieser Thematik ist Jagdzeit (Open Season) von David Osborn. Hier wird ein Ehepaar entführt und nach einer Zeit der Quälerei zur Jagd freigegeben. Es gibt aber noch eine dritte Person, mit der die Jäger nicht rechnen, und die nun Jagd auf sie selber macht. Der gegenüber „Jagdzeit“ etwas abgewandelte Stoff (von Osborn als The All Americans veröffentlicht) wurde als Open Season – Jagdzeit 1974 mit Peter Fonda verfilmt, Regie führte der Brite Peter Collinson (1936–1980).
- Der Film spielt als ein mögliches Vorbild für den Zodiac-Killer zum Beispiel in der Verfilmung Zodiac – Die Spur des Killers von 2007 eine Rolle.
- In der Simpsons-Folge Treehouse of Horror XVI macht Mr. Burns Jagd auf seine Angestellten (Überleben des Fettesten).
- Der 1976 veröffentlichte Film Seven Women for Satan (Les Week-ends maléfiques du Comte Zaroff) dreht sich um des Grafen Nachfahren Boris, der in Paris lebt.

## Synchronisation
Die deutsche Synchronbearbeitung entstand erst 1976 bei der Profilm GmbH Rolf G. Schuenzel in München. Das Dialogbuch verfasste Eberhard Storeck, der auch Synchronregie führte.
| Rolle                  | Darsteller          | Synchronsprecher    |
| ---------------------- | ------------------- | ------------------- |
| Robert „Bob“ Rainsford | Joel McCrea         | Berno von Cramm     |
| Eve Trowbridge         | Fay Wray            | Kerstin de Ahna     |
| Graf Zaroff            | Leslie Banks        | Christian Marschall |
| Martin Trowbridge      | Robert Armstrong    | Erich Ebert         |
| Kapitän                | William B. Davidson | Walter Ofiera       |

## Kritik
Lexikon des internationalen Films: Berühmtes Werk aus der Anfangszeit des Tonfilms, durch gemalte Prospekte und Atelierdschungel erkennbar. Eine fesselnd inszenierte Horrorgeschichte mit für heutigen Geschmack übertriebenen melodramatischen Akzentuierungen.